# اختبار الأبوة بالدنا
اختبار الأبوة بالدنا هو استخدام البصمة الوراثية لمعرفة إن كان شخصان هما الوالدان الحقيقيان (البيولوجيان) لطفل. يقدم اختبار الأبوة إثباتا جينيا على كون رجلٍ ما الوالد البيولوجي لطفل؛ وكذلك يثبت اختبار الأمومة كون امرأةٍ ما الوالدة البيولوجية لطفل، كما يمكن أن تبثت الاختبارات كذلك إمكانية كون أحدهم جدا لحفيد، وتعتبر هذه الاختبارات الجينية ذات مصداقية كبيرة. توجد طرق أخرى قديمة لمعرفة الأبوة منها فئات الدم، تحليل مختلف البروتينات والإنزيمات أو استخدام موالدات ضد مستضد الكريات البيضاء البشرية، التقنيات الحالية المستخدمة في اختبار الأبوة هي تفاعل البوليميراز المتسلسل وتعدد أشكال أطوال الشدف المقتطعة. يمكن استخدام اختبار الأبوة أثناء حمل المرأة كذلك وذلك عبر سحب عينة من الدم.
يعتبر اختبار الدنا حاليا التكنولوجيا الأكثر دقة وتقدما في معرفة النسب، وتسمى نتيجة اختبار الدنا احتمال النسب  [إخفاق التحقق] وتبلغ 0% حين يكون الوالد المزعوم لا يقرب الطفل بيولوجيا وتبلغ 99.99% عادة حين يكون الوالد المزعوم فعلا يقرب الطفل بيولوجيا. لكن رغم أنه يتواجد لدى معظم الأفراد مجموعة جينات مميزة، يمكن لفئة نادرة من الأفراد تسمى الكيميرا أن تحتوي على الأقل على مجموعتي جينات مختلفة، وهذا يمكن أن يؤدي إلى نتيجة سلبية خاطئة في الاختبار لو كان النسيج التناسلي لديها يحوي تركيبا جينيا يختلف عن عينات النسيج المجموعة للاختبار.

## فحص الدنا
يملك كل شخص في كروموسوماته مناطق دنا تحوي جينات مشفرة وأخرى غير مشفرة، الدنا غير المشفر لم يتم اكتشاف وظيفته بعد وليس له علاقة مباشرة بإنتاج البروتين، لكنه يملك خاصية مميزة هي التسلسلات المتكررة وهي عبارة عن تسلسلات أزواج قواعد متكررة تنقسم لعدة أقسام حسب طريقة تضاعفها وبنيتها ومنها
دنا الساتل الميكروي ودنا الساتل الصغير، طول هذه التكرارات ومرات تكرارها يختلف من فرد لآخر ويمكن أن يتراوح من 1 إلى 50 نوكليوتيد.
طول التكرارات المترادفة ميزة خاصة للكروموسوم وتتم وراثتها بنفس الطريقة التي تورث بها أليلاته، حيث بين كل زوج من الكروموسومات سيتواجد واحد يحمل خصائص الأب وآخر يحمل خصائص الأم. ومنه فإن اختبار الأبوة هو عبارة عن فحص وتقييم طول بعض التكرارات المترادفة القصيرة المحددة، وذلك بمقارنة خصائص هذه التكرارات في كروموسومات الطفل وكروموسومات الآباء المفترضين وذلك يمكِّن من الوصول إلى خلاصة (انظر المثال بالأسفل).
في سبيل معرفة طول دنا الساتل الميكروي أو دنا الساتل الصغير لفرد ما، يتم استخلاص عينة من الخلايا الخاصة به (دم، لعاب،...) ثم يتم تحطيمها وفصل الدنا عن باقي الخلية ثم جمع الدنا الصافي في عينة واحدة ، بعدها يتم مضاعفة دنا كل زوج كروموسومي على حدى بواسطة تفاعل البوليميراز المتسلسل، ثم يتم قطع السلاسل بواسطة إنزيمات القطع التي تعزل هذه التكرارات (السواتل) وتمنع إعادة تطاولها، في الأخير يتم فحص هذه التكرارات بواسطة الرحلان الكهربائي: حيث تتحرك جزيئات الساتل وتتجمع في مجموعات حسب أحجامها (من كلا كروموسومي الزوج)، ولأن الجزيئات الأطول ذات حركة أقل يمكن معرفة طول السواتل من المسافة المقطوعة.

### مثال
توضح الجداول التالية عدد تكرارات دنا الساتل الخماسي ACGCC في الكروموسومات 1، 8، 13 و14 لدى أربعة أشخاص (أوروا وباستيان، كريستين ودنيس) وكذلك لدى إيملي طفلة أحد هذين الزوجين، مثلا تملك أورورا في الكروموسوم 14 الأول التسلسل ACGCCACGCCACGCC أي 3 تكرارات وفي الكروموسوم 14 الثاني (الكروموسومات مزدوجة) التسلسل ACGCCACGCCACGCCACGCC أي 4 تكرارات:
| الكروموسوم المفحوص | عدد التكرارات |
| كروموسوم 1         | 8 و 15        |
| كروموسوم 8         | 13 و 14       |
| كروموسوم 13        | 4 و 15        |
| كروموسوم 14        | 3 و 4         |

| الكروموسوم المفحوص | عدد التكرارات |
| كروموسوم 1         | 2 و 8         |
| كروموسوم 8         | 17 و 20       |
| كروموسوم 13        | 4 و 4         |
| كروموسوم 14        | 2 و 14        |

| الكروموسوم المفحوص | عدد التكرارات |
| كروموسوم 1         | 8 و 18        |
| كروموسوم 8         | 5 و 7         |
| كروموسوم 13        | 3 و 9         |
| كروموسوم 14        | 2 و 8         |

| الكروموسوم المفحوص | عدد التكرارات |
| كروموسوم 1         | 5 و 13        |
| كروموسوم 8         | 5 و 5         |
| كروموسوم 13        | 4 و 18        |
| كروموسوم 14        | 3 و 8         |

| الكروموسوم المفحوص | عدد التكرارات |
| كروموسوم 1         | 8 و 13        |
| كروموسوم 8         | 5 و 17        |
| كروموسوم 13        | 4 و 4         |
| كروموسوم 14        | 2 و 3         |

مثال على بصمات وراثية لتحديد والد طفل (ch). يجب أن تحتوي عينة دنا الطفل على خليط من مختلف شرائط أطوال السواتل من كلا الوالدين، في هذه الحالة الشخص1 على الأرجح هو الوالد.

بمقارنة مختلف الجداول نستخلص أن كرستين ودنيس هما والدا إيميلي، فتبعا للكروموسوم 8 لا يمكن لأرورا أن تكون أم الطفلة لأنه يجب عليها أن تنقل لإميلي إما عدد التكرار 13 أو 14 في حين أن لدى إيميلي التكرارات 5 و17 للكروموسوم 8، بنفس الطريقة يمكن استثناء باستيان كوالد بناء على الكروموسوم 13 لأنه بالضرورة عليه نقل أحد تكراراته لإميلي لكنه لا يملك التكرار 4 الموجود لدى إيميلي. بينما الخصائص الوراثية لكريسن ودنيس تشرحان خصائص كروموسومات إيميلي. في سبيل زيادة احتمال النسب يجب مقارنة دنا الساتل هذا مع المزيد من الكروموسومات، ويمكن في المختبرات تحقيق نسبة احتمال نَسَب تصل 99%.